# Neporaženi
Neporaženi (eng. The Undefeated) je američki western film iz 1969. godine. Redatelj mu je bio Andrew McLaglen a film je zapamćen po glavnim ulogama Johna Waynea i Rocka Hudsona. Radnja filma se zbiva tijekom francuske intervencije u Meksiku. Sam film ima neskrivenu poruku pomirbe sjevernih i južnih država SAD-a koje je građanski rat 1861. – 1865. bio duboko podjelio.

## Sadržaj
Nedugo nakon završetka američkog građanskog rata 1865., unionistički pukovnik John Henry Thomas (John Wayne) napušta vojsku s grupicom svojih vojnika kako bi se na jugozapadu SAD-a bavio lovom na divlje konje i prodavao ih američkoj vojsci. James Langdon (Rock Hudson), pukovnik poražene vojske Konfederacije spaljuje svoju plantažu, kako ne bi pala u ruke grabljivim špekulantima sa Sjevera, i vodi svoje vojnike s njihovim obiteljima u Meksiko, gdje im je dopušteno naseliti se pod okriljem meksičkog cara Maksimilijana. Thomas prikuplja 3000 konja ali na mjesto sastanka s predstavnicima vlade SAD-a dolaze francusko-meksički izaslanici cara Maksimilijana, koji mu nude da od njega otkupe sve konje. Thomas isprva odbija, ali kasnije pristaje nakon što mu vladini predstavnici ponude manju cijenu nego Maksimilijanovi izaslanici. Obje grupe, i Langdonovi i Thomasovi ljudi, prelaze Rio Grande i uskoro nakon što se susretnu, bivaju prisiljeni zaboraviti stare nesuglasice i surađivati kako bi se obranili od razbojnika i meksičkih revolucionara te stigli na cilj.

## Uloge
- John Wayne - unionistički pukovnik John Henry Thomas
- Rock Hudson - konfederacijski pukovnik James Langdon
- Roman Gabriel - Plavi Dečko, Thomasov usvojeni indijanski sin
- Antonio Aguilar - meksički republikanski general Rojas
- Lee Meriwether - Margaret Langdon, žena pukovnika Langdona
- Melissa Newman - Charlotte Langdon, sestra žene pukovnika Langdona
- Marian McCargo - Ann Langdon, kćer pukovnika Langdona
- Merlin Olsen - kaplar "Mali" George, najveći od Langdonovih vojnika
- Bruce Cabot - narednik Jeff Newby, Langdonov najodaniji čovjek
- Jan-Michael Vincent - poručnik Bubba Wilkes, mladić zaljubljen u Langdonovu kćer Ann
- Ben Johnson - Short Grub, Thomasov zamjenik
- Edward Faulkner - satnik Anderson, Langdonov zamjenik
- Harry Carey, Jr. - Soloman Webster
- Paul Fix - Joe Masters
- Royal Dano - jednoruki konfederacijski bojnik
- Richard Mulligan - Dan Morse
- John Agar - Christian
- Dub Taylor - McCartney, kuhar u Thomasovoj grupi

## Zanimljivosti
Film je zapravo fiktivna interpretacija puta konfederalnih generala Josepha Orvillea Shelbyja i Sterlinga Pricea i njihovih ljudi u Meksiko po završetku rata. Nakon predaje generala Leeja u travnju 1865., Shelby i Price i njihovi vojnici su odbili položiti oružje i prešli u Meksiko, gdje su ponudili svoje usluge caru Maksimilijanu kao svojevrsna "legija stranaca". Maksimilijan ih je odbio uključiti u svoju vojsku ali im je dodijelio zemlju za naseljavanje kod Vera Cruza.